# My Fair Lady (film, 1964)

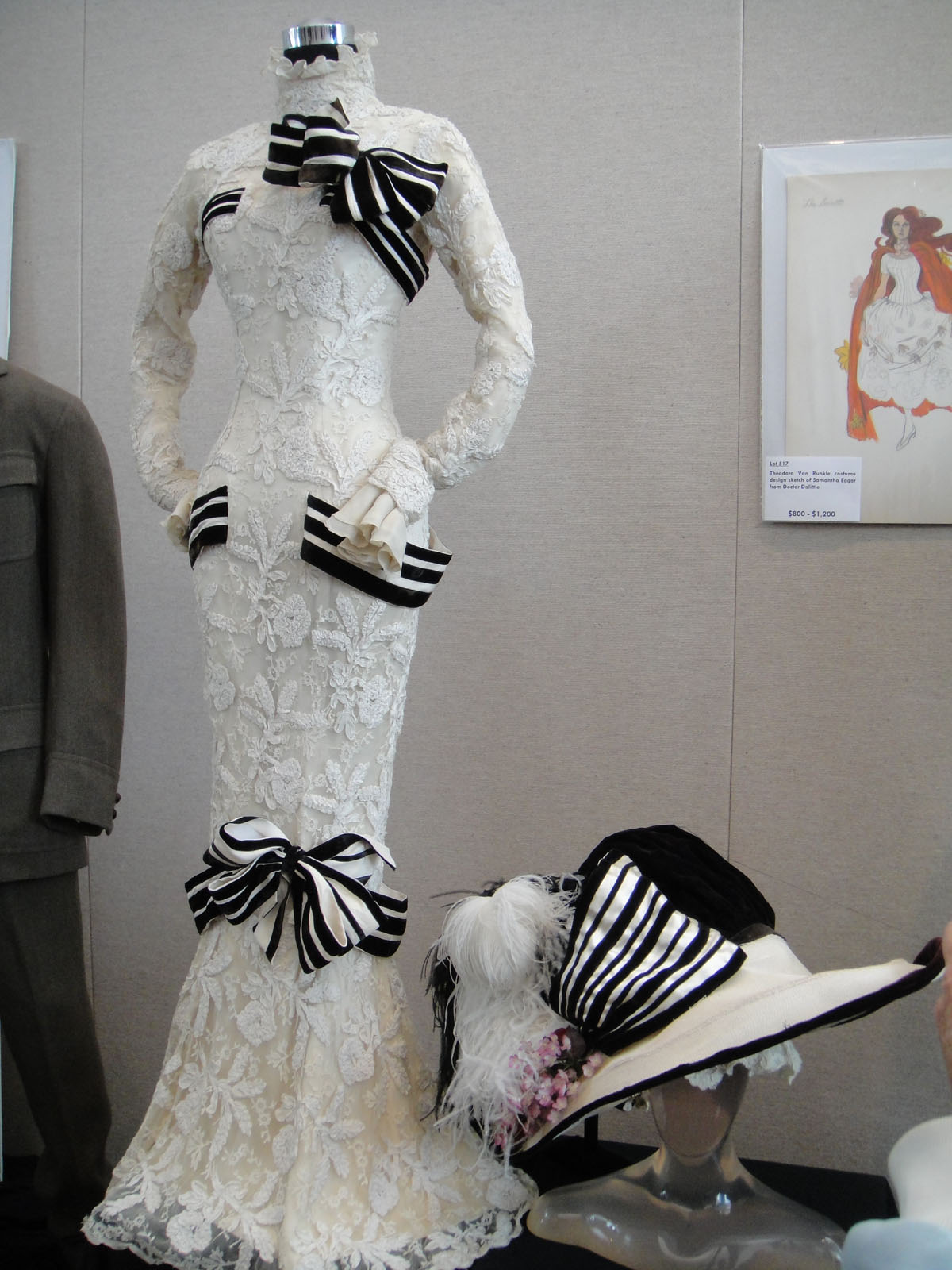
Šaty Audrey Hepburn z filmu My Fair Lady

My Fair Lady je filmová adaptace stejnojmenného muzikálu, natočená společností Warner Bros. v roce 1964, která získala osm Oscarů, včetně ceny za nejlepší film roku, za režii pro George Cukora, a také dvě ocenění pro Cecila Beatona za kostýmy a výtvarné řešení snímku a jedno pro Rexe Harrisona za herecký výkon v hlavní roli.
Snímek byl natočen na širokoúhlý filmový formát v systému Super Panavision 70.

## Obsazení
- Rex Harrison – profesor Henry Higgins, jazykovědec (Oscar za nejlepší mužský herecký výkon v hlavní roli)
- Audrey Hepburnová – Eliza Doolittle (zpěv Marni Nixonová)
- Stanley Holloway – Alfred P. Doolittle, Elizin otec
- Wilfrid Hyde-White – plukovník Hugh Pickering, bývalý voják a jazykovědec
- Jeremy Brett – Freddie Eynsford-Hill (též v písních dabován)
- Gladys Cooper – paní Higginsová, matka profesora Higginse (nominace na Oscara za herecký výkon ve vedlejší roli)
- Theodore Bikel – 	Zoltan Karpathy, jazykový expert
- Mona Washbourneová – paní Pearceová, hospodyně profesora Higginse
- Isobel Elsomová – paní Eynsford-Hillová
- John Holland – Butler

## Tahanice o Oscara
Roli Elizy Doolittlové nemohla hrát Julie Andrewsová, která ji hrála a zpívala od první premiéry díla mnohokrát na divadle, neboť hlavní producent filmu Jack Warner z vedení studia Warner Bros. si nepřál, aby hlavní roli hrála tehdy ve světě jen velmi málo známá britská divadelní herečka a zpěvačka. Proto ji ve filmu hrála tehdy mnohem populárnější Audrey Hepburnová, která ale nebyla zpěvačkou (Julie Andrewsová se v témže roce stala světoznámou svým účinkováním ve filmu Mary Poppins, který měl premiéru také v roce 1964 a za tuto roli obdržela posléze i Oscara). Oscara za nejlepší mužský herecký výkon si odnesl pouze Rex Harrison za roli Henryho Higginse. Při předávání ceny velice diplomaticky prohlásil, že cenu by měl rozpůlit a rozdělit se s Audrey Hepburnovou. Dále prohlásil, že obě své dámy velmi obdivuje (Audrey Hepburnovou ve filmu a Julie Andrewsovou na divadle).
Audrey Hepburnová za My Fair Lady na Oscara nominována nebyla – snad prý proto, že byla většina jejího zpěvu ve filmu dabována zpěvačkou Marni Nixonovou. Sošku za nejlepší herečku v hlavní roli si nakonec paradoxně odnesla Julia Andrewsová, což mnozí vnímali jako zadostiučinění. Přestože obě herečky popřely, že by mezi nimi byla nevraživost, vrhla tato aféra špatné světlo na Hepburnovou, kterou vedení studia ve filmu preferovalo především z komerčních důvodů.

## Zajímavosti z natáčení
- Filmová práva byla zakoupena společnosti Warner Bros. za 5,5 miliónu dolarů + 50 procent ze zisku přesahujícího 20 miliónů dolarů. Celkový rozpočet filmu činil celkem 17 miliónů dolarů, což byl v té době rekord společnosti Warner Brothers

- sama Audrey Hepburn odzkoušela a nafotila převážnou část všech dámských kostýmů vyskytujících se ve filmu, vznikla tak velice unikátní obrazová dokumentace k filmu, neboť ve scéně na dostizích v Ascotu je možno zhlédnout celou řadu nádherných ženských kostýmů

- v posledních týdnech natáčení filmu došlo k atentátu na amerického prezidenta Johna Fitzgeralda Kennedyho, atmosféru ve filmovém studiu to velice poznamenalo, shodou okolností se tak stalo zrovna v době, kdy byly natáčeny scény Elizina odchodu od Higginse, velmi smutná nálada Audrey Hepburnové tak nemusela být vůbec nijak hraná

- samotný film prošel v devadesátých letech 20. století velmi nákladnou rekonstrukcí a opravou včetně digitalizace jeho zvuku i obrazu – podařilo se tak zachránit jedno z nejpozoruhodnějších děl světové kinematografie

- samotný film byl z komerčního hlediska neobyčejně úspěšný, jedná se dodnes o jeden z komerčně nejúspěšnějších filmů všech dob

## Český dabing
Hlavní role ve verzi My Fair Lady od České televize byly obsazeny talentovanými herci a herečkami. Igor Bareš se zhostil role Henryho Higginse, profesora lingvistiky a fonetiky, který se rozhodne převzít do svého vzdělání mladou Lízu Doolittleovou, ztvárněnou Lucií Vondráčkovou. Henry Higgins chce dokázat, že může přeměnit i největší hruboušku v elegantní dámu.
Miloš Vávra ztvárnil postavu Higginsova kolegy a přítele, Hugha Pickeringa. Zdeněk Maryška se v roli Alfreda P. Doolittlea objevil jako roztomilý a komický charakter, který dodává příběhu další vrstvu humoru.

## Nová verze
V roce 2008 byl plánován remake s Keirou Knightley v hlavní roli a pod režijním vedením Joea Wrighta. Projekt se však neuskutečnil.